# Enneapogon desvauxii
Enneapogon desvauxii är en gräsart som beskrevs av Ambroise Marie François Joseph Palisot de Beauvois. Enneapogon desvauxii ingår i släktet Enneapogon och familjen gräs. Inga underarter finns listade i Catalogue of Life.